# Die drei Kreuze
Die drei Kreuze ist eine Radierung von Rembrandt van Rijn. Sie stammt aus dem Jahr 1653 und ist 38,5 Zentimeter hoch und 45 Zentimeter breit. Dargestellt ist die Kalvarienszene, ein traditionelles Thema von Bildern, der sich Rembrandt jedoch anders näherte und sie damit neu interpretierte.

## Technik
Rembrandt verwendete bei dieser Radierung eine Kaltnadel und ab dem dritten Zustand auch einen Grabstichel, um beim Schaffen dunkler Effekte die Platte nicht zu stark abzunutzen. Seine technische Ausführung im Zusammenhang mit der Dramatik des Werkes tragen ihm eine herausragende Wirkung zu.

## Beschreibung
Der erste Englisch-Niederländische Krieg bricht 1652 aus. Weltuntergangsstimmung macht sich bei der Bevölkerung breit. Rembrandt beginnt eines seiner berühmten Werke, „Die drei Kreuze“ von 1653 in fünf Zuständen, in der er sie eindrucksvoll mit der Hinrichtung Jesu in Szene setzen konnte. Das Auftun des Himmels mit Donnergetöse und einer in Sekundenschnelle aufkommenden Regenwand, die gleichzeitig das Szenario in gleißendes Licht taucht und damit fluchtartigen Aufbruch der Menschen verursacht, wird hier virtuos von Rembrandt dargestellt. Er zeichnete wie für ein Drehbuch den Ablauf von Frequenzen, ein Unwetter mit Erdbeben und den folgenden menschlichen Reaktionen, der Flucht. Zum Schluss lässt er Jesus mit total durchnässten, sich selbst auflösenden Lendenschurz und den Statthalter Pontius Pilatus mit verschämten Blick auf Jesus gerichtet, im Regen stehen. Alle erscheinen in einem neuen Licht, nämlich dem der Erkenntnis. Rembrandt opferte für diese Darstellung seine Ätzplatte. Er musste Teile einer Zeichnung radikal tilgen und damit ihre Einmaligkeit zerstören, um Platz für den neuen Geschichtenansatz zu schaffen. Er ließ lediglich die drei Kreuze und Teile von Menschen stehen, die er zu einer neuen Bewegung umzeichnete. 

## Museen
Die Radierung Die drei Kreuze ist in mehreren Zuständen, die sich an kleinen Veränderungen des Motives festmachen lassen, erhalten geblieben. Von diesen gibt es zudem mehrere Drucke. So ist die Radierung Bestandteil einiger Sammlungen. Zum Beispiel ist sie im Museum Het Rembrandthuis, im Rijksmuseum Amsterdam, im Wallraf-Richartz-Museum & Fondation Corboud, im British Museum und im Kupferstichkabinett Dresden zu sehen.

## Preise
Die drei Kreuze erzielt im Markt hohe Preise im Vergleich zu vielen Radierungen Rembrandts, die nur einige Hundert oder Tausend Dollar erzielen können. 2006 kostete die Radierung auf der European Fine Art Fair in Maastricht beim Kunsthändler David Tunick 1,4 Millionen Dollar. 1983 kostete es 425.000 Dollar. Und 1968 war dasselbe Blatt bei einer Auktion noch für 20.000 Dollar zu haben. Ein anderer Abzug erzielte 1987 in London 361.000 Euro. Andere Blätter dieser Radierung erzielten 1990 in New York 800.000 Euro und 1991 in London 317.000 Euro.